# Rima Hyginus

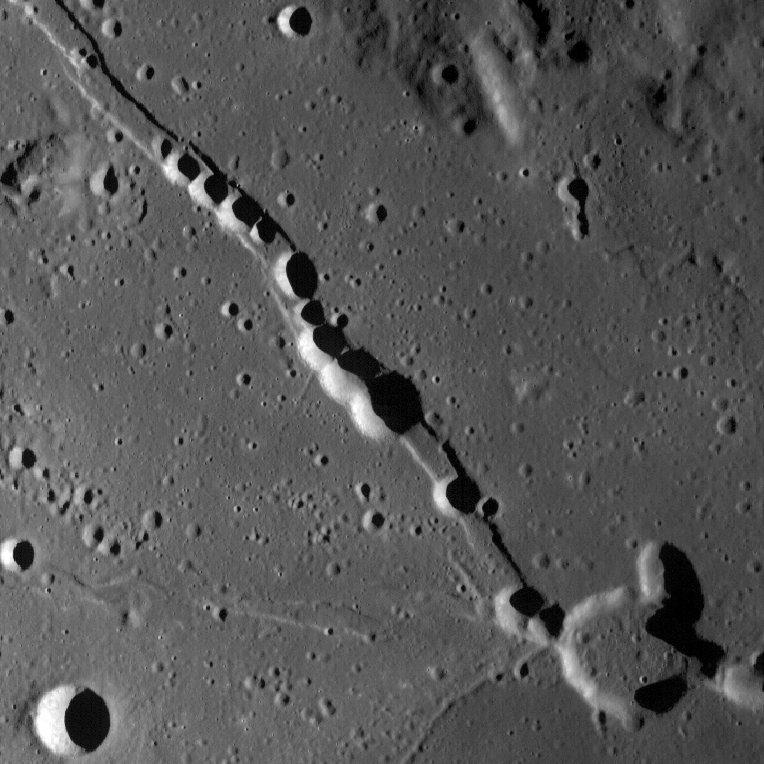
Detall de la rima i cràter Hyginus.

La rima Hyginus és una rima de la Lluna. Porta el nom del cràter Hyginus, que està situat just al seu centre. El seu nom procedeix de l'astrònom hispanorromà Gai Juli Higí. Està situada en la confluència de la Mare Vaporum, al nord i el Sinus Medii al sud.
L'esquerda té 220 km de longitud i 4000 m d'amplària de mitjana. El seu origen se situa en el nord-oest, després travessa el cràter Hyginus, que amb els seus 700 m de profunditat és més profund que la pròpia esquerda, a continuació s'orienta cap al sud-est, ramificant-se al final, aconseguint en un dels seus extrems la rima Ariadaeus. Dins de l'esquerda hi ha nombrosos craterets inserits.
L'origen tant de la rima com dels petits cràters que s'encaixen en el seu recorregut és probablement volcànic, concretament la seva formació pot estar relacionada amb la intrusió d'un dic volcànic prop de la superfície lunar. Un dic és una estructura volcànica intrusiva que travessa el subsòl en forma de làmina vertical magmàtica. Aquest dic va poder provocar la formació de la rima així com la generació de calderes volcàniques al llarg del seu recorregut, que després del seu buidatge van sofrir un enfonsament, formant els cràters alineats que es poden observar.
La rima va ser descoberta en 1788 per l'astrònom alemany Johann Hieronymus Schröter.